# 5140 Kida
5140 Kida è un asteroide della fascia principale del diametro medio di circa 26,7 km. Scoperto nel 1990, presenta un'orbita caratterizzata da un semiasse maggiore pari a 3,1781316 UA e da un'eccentricità di 0,1144054, inclinata di 11,42602° rispetto all'eclittica.